# Matthew Haynes Vogel
Matthew „Matt“ Haynes Vogel (* 6. März 1957 in Fort Wayne, Indiana) ist ein ehemaliger US-amerikanischer Schwimmer. Bei den Olympischen Spielen 1976 in Montreal wurde er sowohl über 100 m Schmetterling als auch mit der US-amerikanischen 4-mal-100-Meter-Lagenstaffel Olympiasieger.

## Sportliche Karriere
Matt Vogel begann mit dem Schwimmsport in Fort Wayne bei Trainer Glen Hummer, der zuvor bereits die Olympiasiegerin Sharon Wichman trainiert hatte. Zunächst trainierte Vogel ausschließlich auf einer 25-Meter-Bahn. Bei Wettbewerben schwamm er nicht für seine High School, sondern für die Sportgruppe des YMCA. Auch nachdem er 1975 nach seinem Studienbeginn an der University of Tennessee unter Trainer Ray Bussard erstmals auf einer Langbahn trainiert hatte, stieg er in die Saison 1976 als Kurzbahnschwimmer ein. Bei der Meisterschaft der National Collegiate Athletic Association siegte Vogel 1976 über 100 Yards Schmetterling und gewann damit sein erstes Rennen von nationaler Bedeutung. Bei den US-Trials erreichte Vogel hinter Joe Bottom und Gary Hall senior den dritten Platz über 100 Meter Schmetterling und qualifizierte sich damit für die Teilnahme an den Olympischen Spielen in Montreal.
Bei den Wettbewerben in Montreal fand zunächst der Wettbewerb auf der 100-Meter-Schmetterlingstrecke statt. Vogel gewann seinen Vorlauf und schwamm im Halbfinale die zweitschnellste Zeit hinter Roger Pyttel aus der DDR. Im Finale gewann Vogel dann vor Bottom, Hall und Pyttel. Es war bei den Olympischen Spielen 1976 der einzige Wettbewerb, in dem der Weltrekord von Mark Spitz aus dem Jahr 1972 nicht unterboten wurde, Vogel blieb acht Hundertstelsekunden über dem Rekord. Im Vorlauf der Lagenstaffel schwamm Joe Bottom auf der Schmetterlingslage, Peter Rocca, Chris Woo, Joe Bottom und Jack Babashoff erreichten das Finale in der neuen Weltrekordzeit von 3:47,28 Minuten. Im Finale verbesserten John Naber, John Hencken, Matt Vogel und James Montgomery diesen Rekord auf 3:42,22 Minuten, auch die zweitplatzierten Kanadier blieben unter dem Weltrekord aus dem Vorlauf. Matt Vogel hatte an dem neuen Weltrekord den geringsten Anteil, er schwamm nur eine Hundertstelsekunde schneller als Joe Bottom im Vorlauf. Der Weltrekord der Lagenstaffel wurde erst 1982 unterboten.
1978 gewann Vogel mit dem Team der University of Tennessee noch einmal die Collegemeisterschaft. Danach endete seine Karriere. Nach seiner Graduierung war Vogel im College-Bereich als Trainer tätig. Im Jahr 1996 wurde er in die Ruhmeshalle des internationalen Schwimmsports aufgenommen. Bereits 1977 war er in die Tennessee Sports Hall of Fame aufgenommen worden.